# Nagroda Radia Tok FM im. Anny Laszuk
Nagroda Radia Tok FM im. Anny Laszuk – doroczna nagroda przyznawana od 2011 roku przez radio Tok FM, której laureatami mogą zostać ludzie lub organizacje, które nagradzane są za „ odważne, niekonwencjonalne, niezwykłe działania, które w ciągu minionego roku miały istotny wpływ na świadomość społeczną lub wręcz zmieniły polską rzeczywistość”. Od 2013 roku nagroda nosi imię Anny Laszuk, wieloletniej dziennikarki stacji oraz aktywistki społecznej i działaczki ruchu LGBT.
Kandydatów do nagrody zgłaszają słuchacze stacji, następnie członkowie Kapituły nagrody, związani z redakcją radia, wybierają grupę nominowanych, z których następnie wybierany jest zwycięzca. Wręczenie nagrody odbywa się na gali. Ostatnie przyznanie Nagrody miało miejsce w 2020 roku.

## Laureaci
Laureatami nagrody zostali:
- za rok 2010 – Michał Boni
- za rok 2011 – Danuta Wałęsa
- za rok 2012 – Katarzyna Szymielewicz i Fundacja Panoptykon
- za rok 2013 – płk. Krzysztof Olkowicz
- za rok 2014 – Robert Biedroń
- za rok 2015 – dr Adam Bodnar i Koalicja Organizacji Pozarządowych
- za rok 2016 – Czarny Protest / Ogólnopolski Strajk Kobiet
- za rok 2017 – Obrońcy Puszczy Białowieskiej
- za rok 2018 – Inicjatywa Wolne Sądy
- za rok 2019 – sędzia Paweł Juszczyszyn

W 2019 nagrodę specjalną redakcji Radia TOK FM z okazji XX-lecia stacji otrzymał Jerzy Owsiak